# Ormosia dedita
Ormosia dedita là một loài ruồi trong họ Limoniidae. Chúng phân bố ở miền Tân bắc.